# Листвянка (Иркутский район)

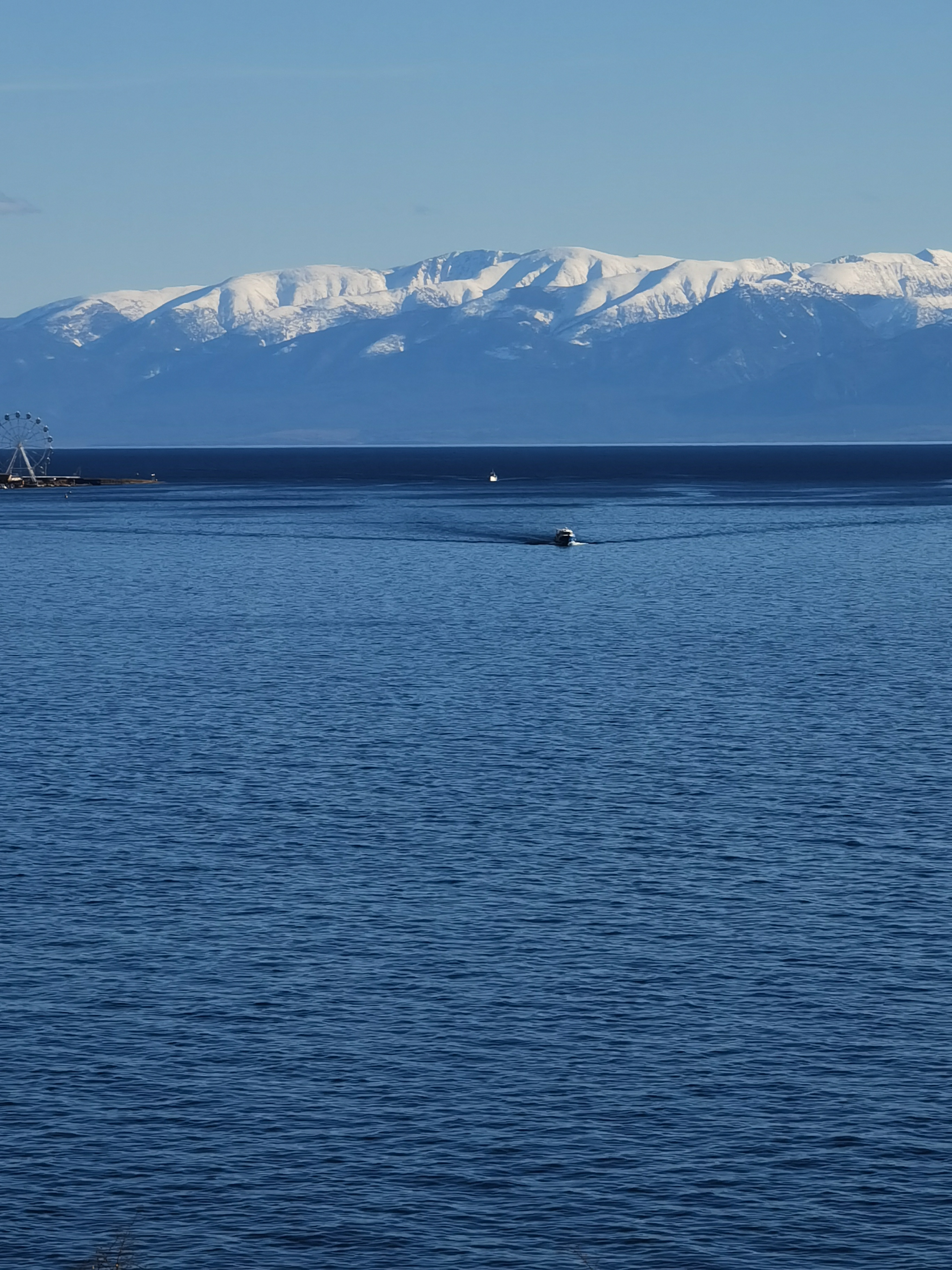
Вид из Листвянки на противоположный берег Байкала

Листвя́нка — рабочий посёлок в Иркутском районе Иркутской области России. Административный центр Листвянского городского поселения.

## Этимология
Своё название Листвянка получила по лиственницам, растущим на расположенном рядом Лиственничном мысу. Кроме того, до начала 20 века официальное название посёлка было «Лиственничное». Постепенно, под влиянием упрощённого сленгового названия, было изменено и официальное название на «Листвянка». Многие учёные, работавшие в Листвянке, ратовали за возвращение исконного названия «Лиственничное».

## География
Листвянка расположена по правую сторону истока реки Ангары и вытянута на северо-запад вдоль озера Байкал (залива Лиственичный) на 5 км.
В Листвянке в Байкал впадают несколько ручьёв и рек, наиболее крупная из них — Крестовка.

## История
Основание
Посёлок Листвянка возник на основе старинного села Лиственичное, издавна существующего на озере Байкал в нескольких километрах от истока Ангары.
В краеведческой литературе имеет место версия, что в начале XVIII века один из жителей села Никола Роман Кислицын поставил зимовье на месте будущей Листвянки, вскоре здесь появились дома и нескольких жителей Иркутска. Эти события относятся примерно к 1725 году.
Версия основана на записках известного иркутского краеведа, исследователя истории сел по берегам Байкала И. И. Веселова, который в 1925 году по заданию Восточно-Сибирского отделения Российского географического общества совершил историко-этнографическую поездку по берегам Байкала. В начале 1930-х годов он заведовал туристической базой и музеем в селе Лиственичное.
В Государственном архиве Иркутской области хранится записка И.И.Веселова под названием «К вопросу первоначального заселения с. Лиственичного», в которой в том числе говорится следующее: "И вот, как рассказывают в самом Лиственичном, приблизительно в 1725 году один из жителей тогдашней Николы, надумывается, переносит своё «зимовье» на Байкал и в глухой никем незаселённой «Листвянке» появляется первая русская хата промышленника с. Николы Романа Кислицына.
Отсюда следует, что история об основании села Лиственничного записана краеведом по рассказам местных жителей, а дата указана «приблизительно». Вполне возможно, что в селе помнили имя его основателя. Известно, что И. И. Веселов, изучая историю байкальских сел, активно использовал рассказы старожилов.
Тем не менее, если говорить об официальных документах, то, очевидно, наиболее ранним, ныне известным упоминанием Лиственничного следует считать запись в Журнале российского посольства в Китай, состоявшегося в 1725—1728 гг. во главе с известным дипломатом, сподвижником Петра I С. Л. Владиславичем-Рагузинским.
Следуя в Китай, в июле 1726 г. посольство переправилось через Байкал от села Голоустного к Посольскому монастырю. Перед этим посольство вышло из истока Ангары и направилось вдоль Байкала, о чём 21 июля в Журнале сделана следующая запись: «Потом подле ж левого берегу [Ангары] мимо зимовья Посольского монастыря, которое на левом берегу построено, и тут есть одна часовня, а строения только две избы. Немного подале, 6 верстах, есть пристань от погоды, называемая Лиственишная.»
Таким образом, в ситуации, когда точная дата основания того или иного населённого пункта неизвестна, в качестве исходной даты его истории используется наиболее раннее упоминание в достоверных источниках.
В отношении села Лиственничного и, следовательно, посёлка Листвянка, таковым является приведённая выше запись в Журнале российского посольства в Китай, датированная 21 июля 1726 г.
Сведения Журнала о существовании в то время пристани Лиственишной, где можно было укрыться в непогоду, подтверждают наличие там какого-либо поселения.
Таким образом, наиболее раннее достоверное упоминание современной Листвянки — 21 июля 1726 г., что и принято считать датой основания посёлка.
Основные события

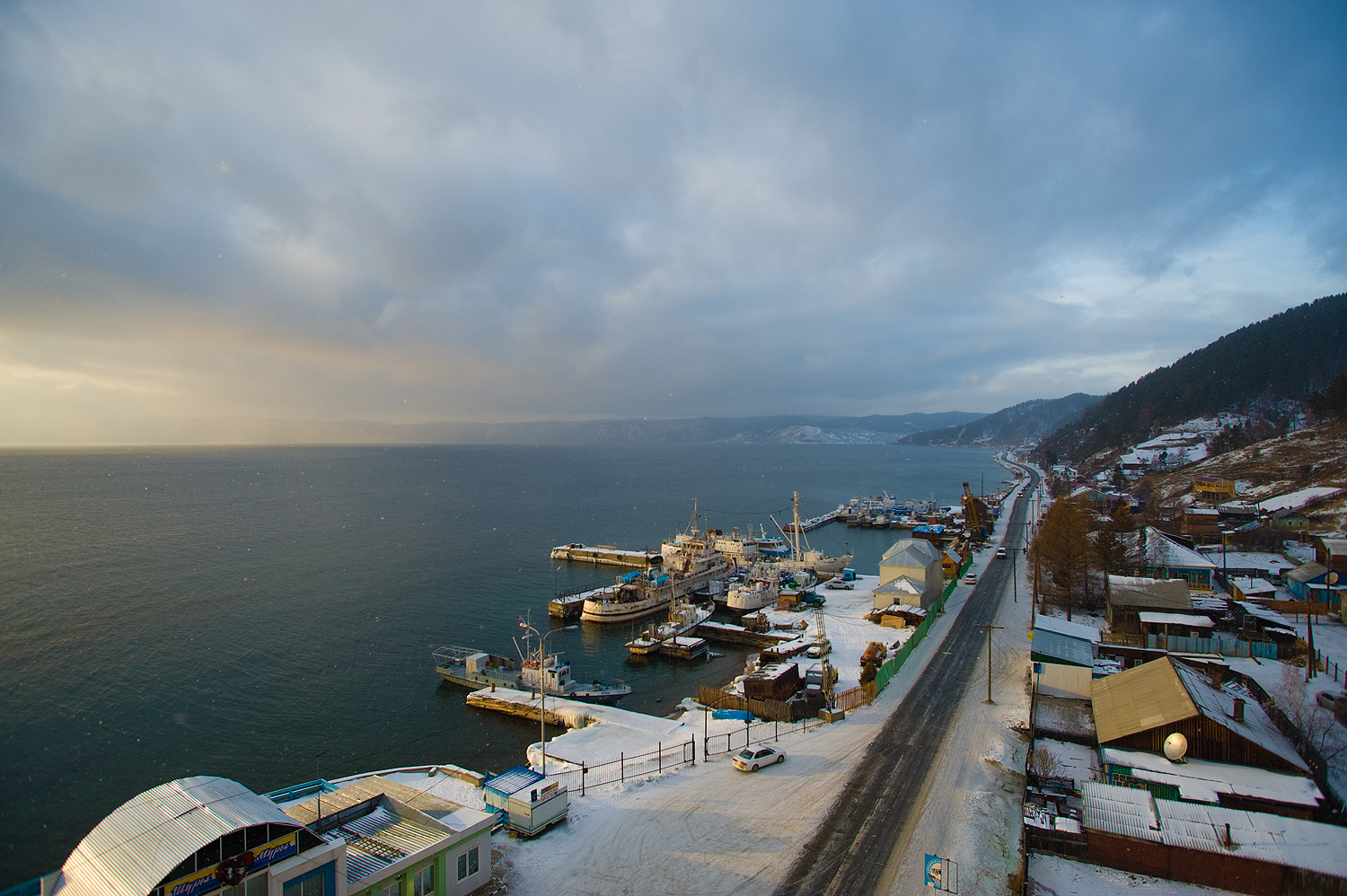
Вид на Листвянку в декабре

1843 год — Лиственичное становится селом, из села Николы в Лиственичное переносится новая церковь.

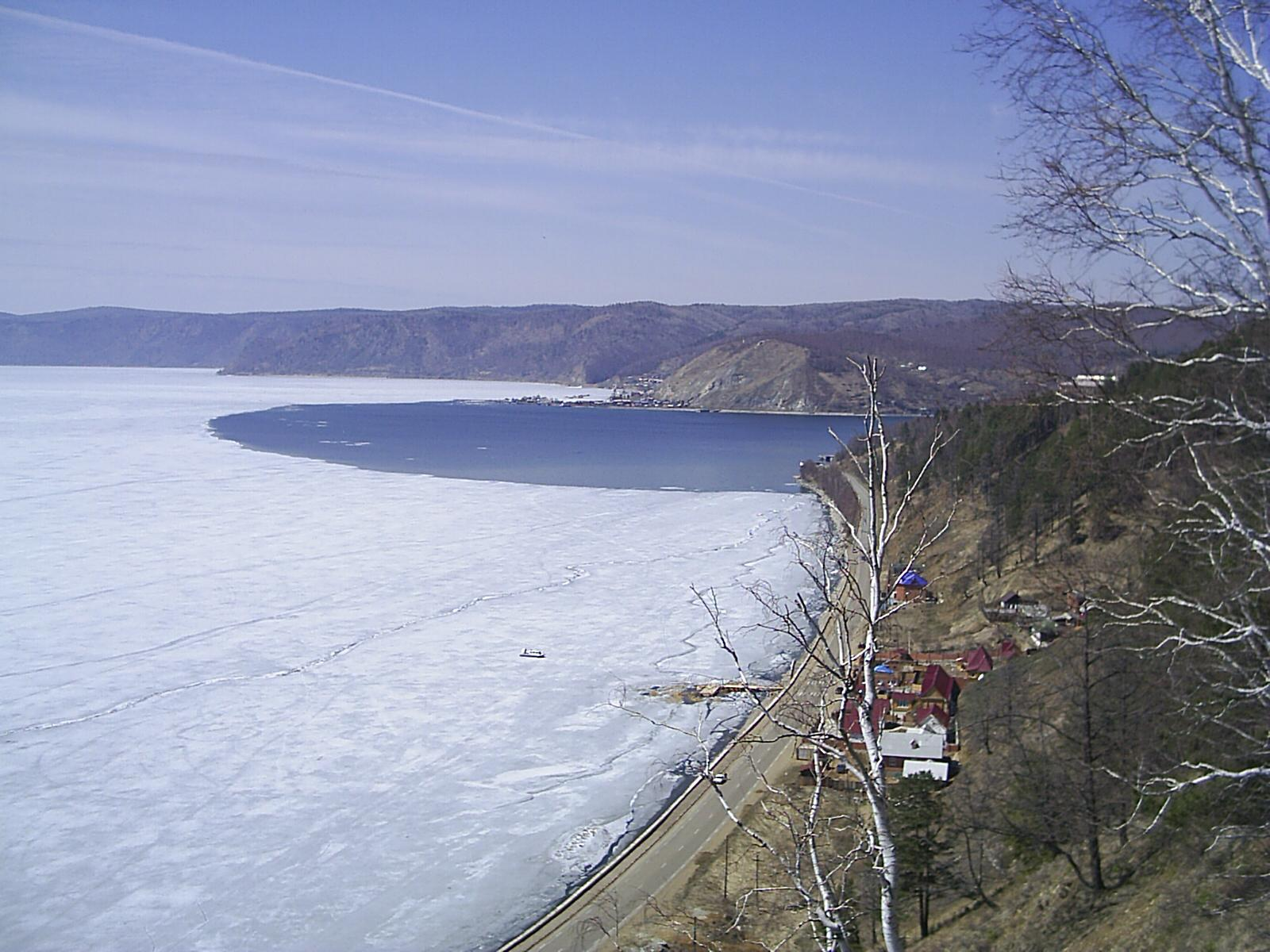
Листвянка. Вид сверху на исток Ангары в середине апреля

С 1860 года — быстрое усиление роста села, начало работы крупной пароходной компании Хаминова и Русанова (32 рыбопромысловых судна).
В 1873 году Лиственичное является селом Иркутского округа Иркутской губернии.
К 1874 году в Лиственичном проживало около 200 человек. Основными занятиями жителей Лиственичного были промыслы: охота и рыболовство.

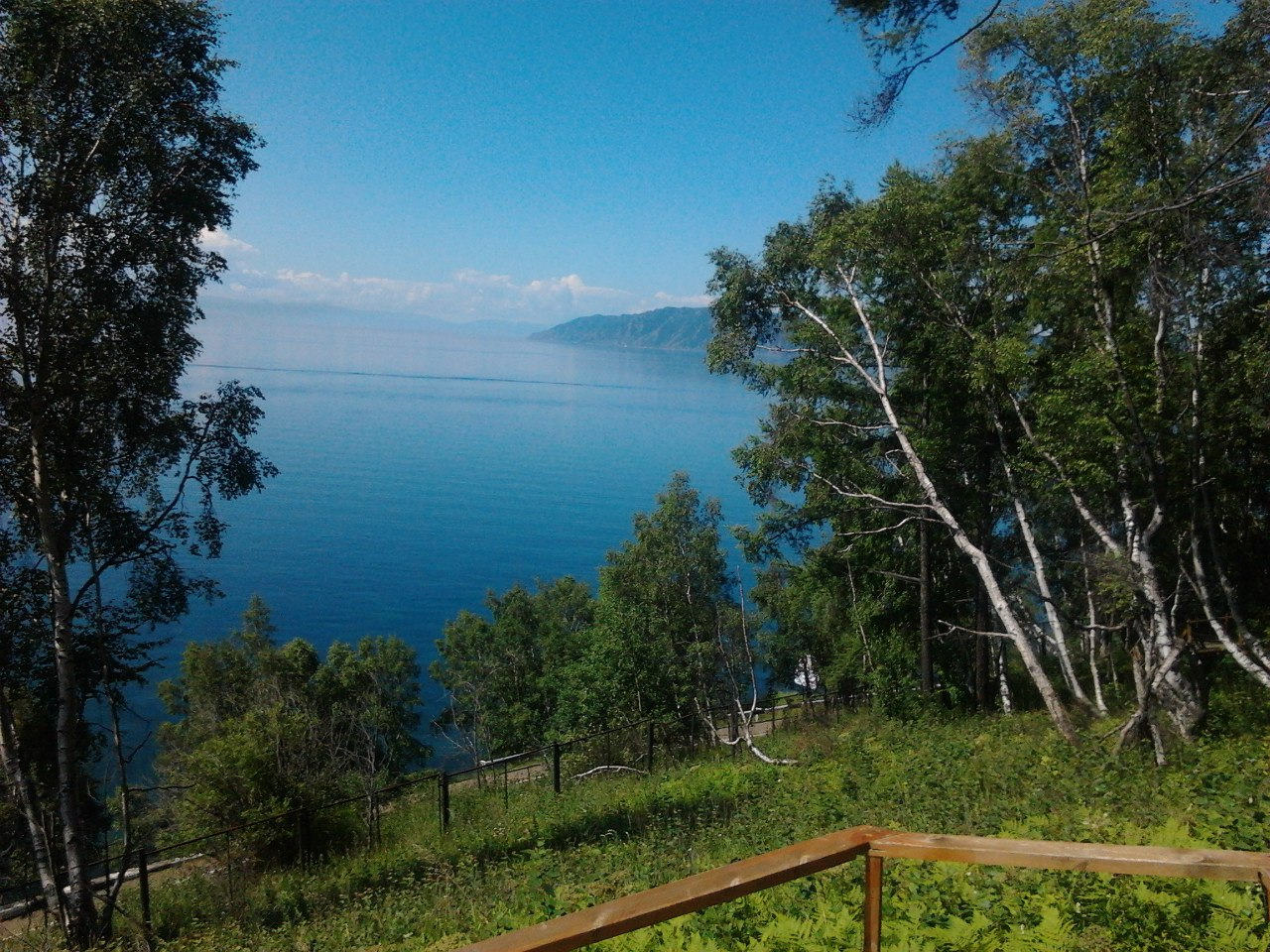
Дендрологический парк в Листвянке

Отсюда отправлялись в научные экспедиции Бенедикт Дыбовский и Бернгард Петри, здесь жили и работали многие выдающиеся исследователи Байкала.

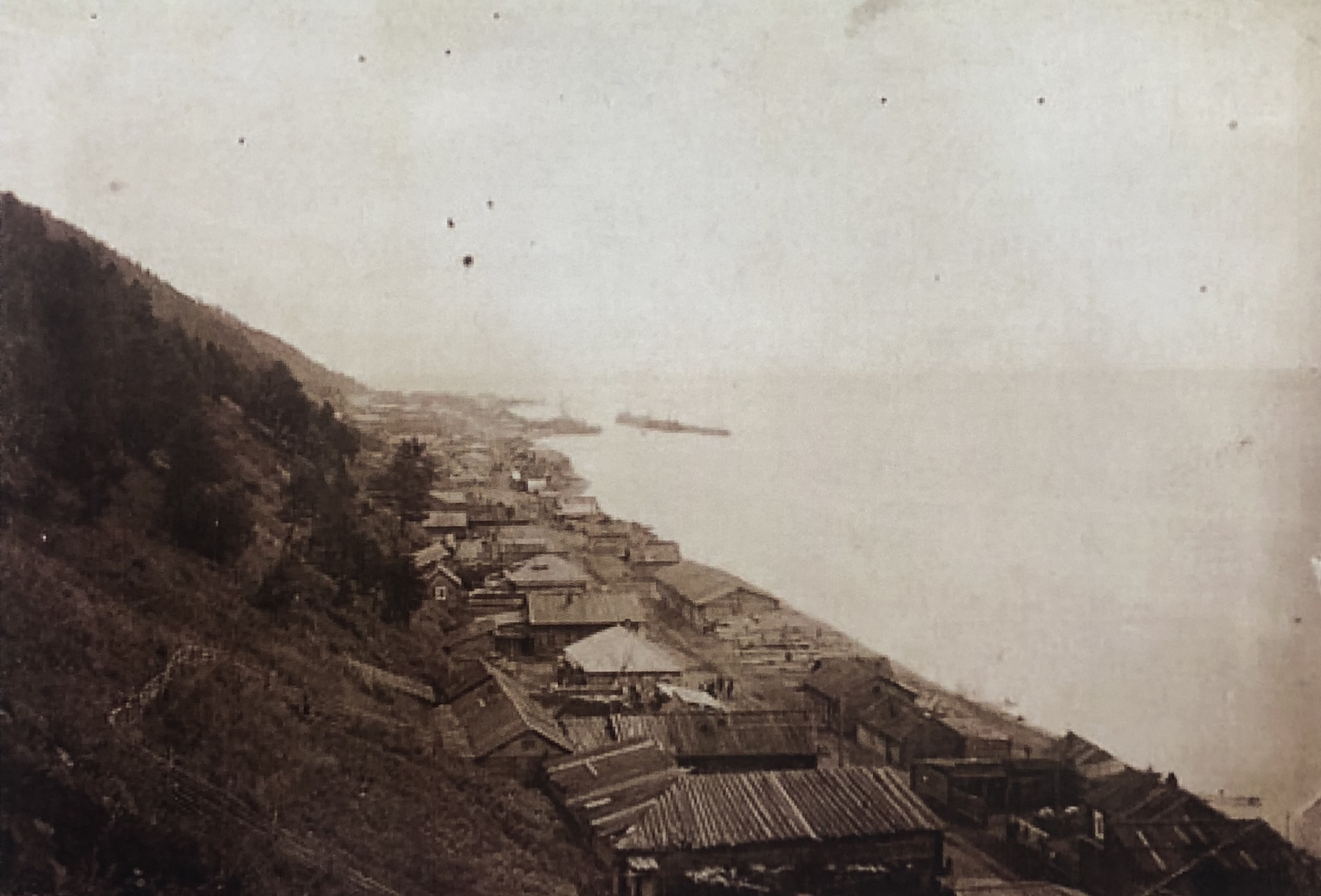
Листвянка. Архивное фото

1880—1900 — сооружение ледокольной переправы, резкое развитие судостроения.
1896 год — жителей 409 человек.

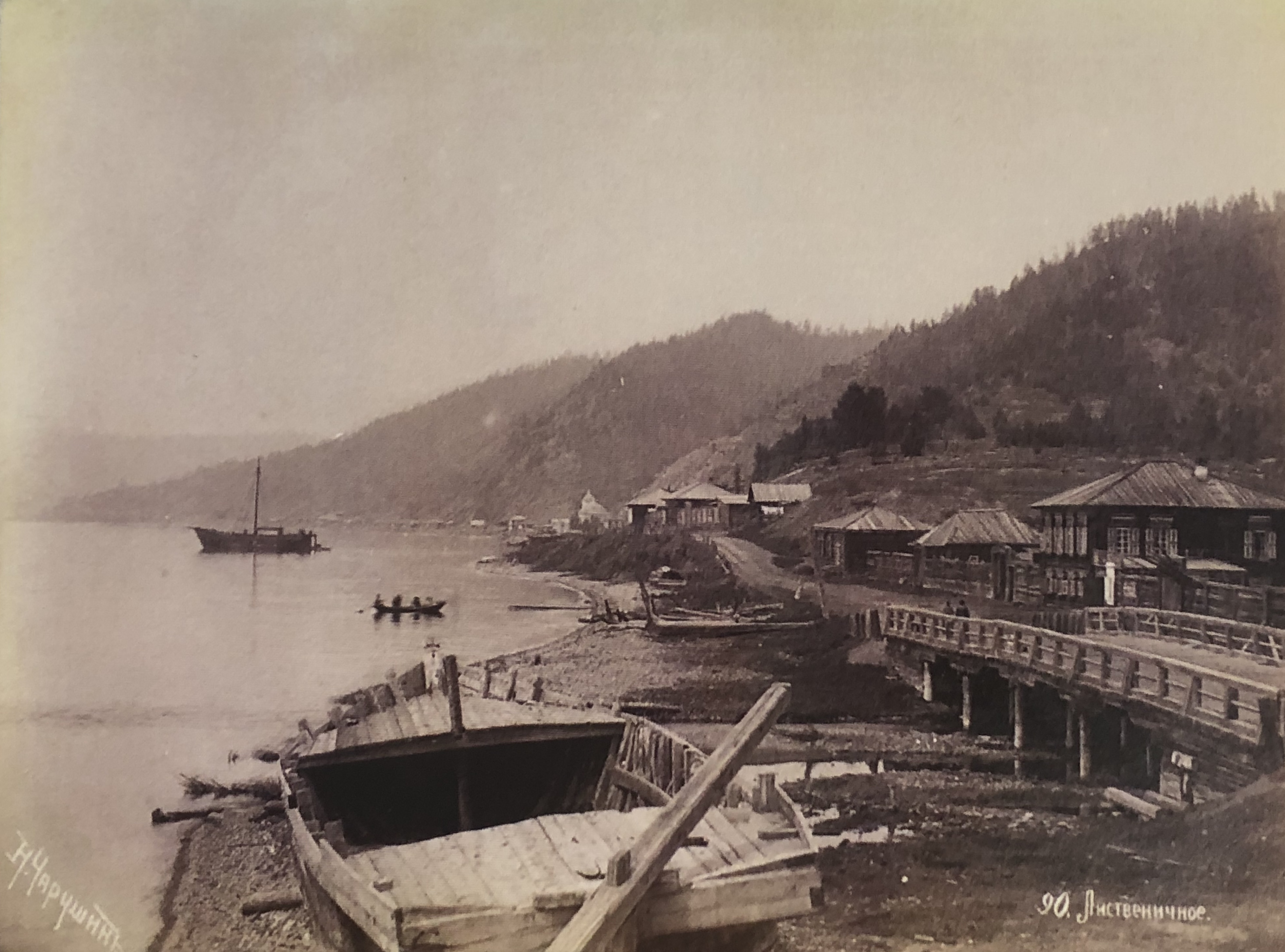
Пристань Лиственичное

1900 год — летом наиболее деятельное пароходное сообщение ведётся между Лиственичной и Мысовою. Зимой по этому маршруту ледоколы перевозят целые поезда. Другая пароходная компания поддерживает сообщение Лиственичного через Байкал вдоль реки Селенги. Существует несколько пароходных рейсов.
1905 год — проведение между ст. Байкал и Слюдянкой железной дороги, соединяющей Томскую железную дорогу с Забайкальской (Кругобайкальская железная дорога). Деятельность ледокольной переправы и частично пароходства Коковина постепенно умеряется и с 1912 года быстро идёт на минус.
1911 год — в селе Лиственичное Иркутской губернии имеется Байкальская таможенная застава. Управляющий заставою: н.ч. Николай Степанович Швец, помощник управляющего: колл. рег. Леонид Иванович Некипелов.
1918 год — прекращение ледовой переправы после сожжения ледокола «Байкал».
1925 год — 1523 жителя в 353 дворах.
1926 год — Лиственичное — пристанский посёлок Иркутского района Восточно-Сибирского края.
Население 1299 человек: 627 мужчин и 672 женщины. Занятия населения: охота, рыбная ловля, кедровый промысел. Работает экскурсионная база, школа 1 ступени, семилетка водного транспорта и клуб. Лавка общества потребителей, почтово-телеграфное отделение, фельдшерский пункт. Получает развитие база судостроения.
1 июля 1934 года Президиум ВЦИК присвоил Листвянке статус посёлка городского типа.
1953 год — Листвянка — посёлок городского типа в Слюдянском районе Иркутской области РСФСР. Пристань, судоверфь, Байкальская лимнологическая станция АН СССР, средняя и начальная школа, школа ФЗО, клуб, туристская база. 2,7 тысяч жителей.
1973 год — Листвянка — посёлок городского типа в Иркутском районе Иркутской области РСФСР. Судоверфь, Институт лимнологии СО АН СССР.
После строительства Иркутской ГЭС 50-х годах XX века, прибрежная территория посёлка попала в зону затопления, в результате чего первоначальная двухрядная застройка главной улицы преобразовалась в однорядную.

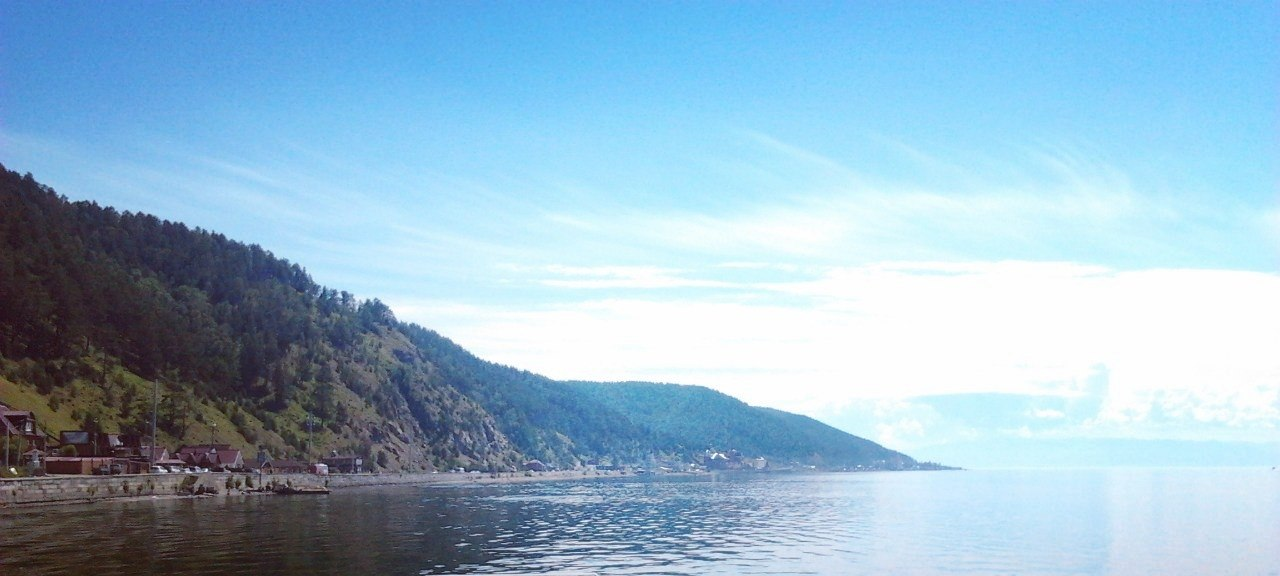
Берег Байкала в Листвянке

С 5 июля 1984 года по 2 августа 1995 года Листвянка входила в состав Октябрьского района города Иркутска.
В 1972 году недалеко от Листвянки в Ангаре утонул известный драматург Александр Вампилов

## Население
| 1959  | 1970  | 1979  | 2002  | 2009  | 2010  | 2011  |
| ----- | ----- | ----- | ----- | ----- | ----- | ----- |
| 2735  | ↘2659 | ↗2936 | ↘1745 | ↘1741 | ↗1882 | ↗1912 |
| 2012  | 2013  | 2014  | 2015  | 2016  | 2017  | 2021  |
| ↗1963 | ↗2009 | ↘2003 | ↘2002 | ↘1983 | ↘1972 | ↘1936 |

## Климат
Несмотря на то, что Иркутск находится всего в 65 км от Листвянки, климат этих двух пунктов различается. В Листвянке он имеет черты морского, хотя официально считается резко континентальным. Огромные водные массы озера Байкала в летний период прогреваются до глубины 200—250 метров и, как аккумулятор, накапливают большое количество тепла. Поэтому зима в Листвянке значительно мягче, а лето прохладнее, чем в Иркутске, Улан-Удэ и других сибирских городах. Также холоднее весной и теплее осенью. За счёт аккумуляторного отепляющего воздействия водоёма из-за близости к Байкалу это один из самых тёплых населённых пунктов области, среднегодовая температура здесь может даже несколько превысить 0°, и все сезоны мягче и с запозданием прихода погоды по сравнению с более удалёнными от Байкала районами озера.
Минимум осадков приходится на январь-март. Максимум на июль-август. Лёд в районе Листвянки встает обычно в январе и тает в апреле-мае. В малоснежные зимы он прозрачен и его толщина достигает 100—110 см.

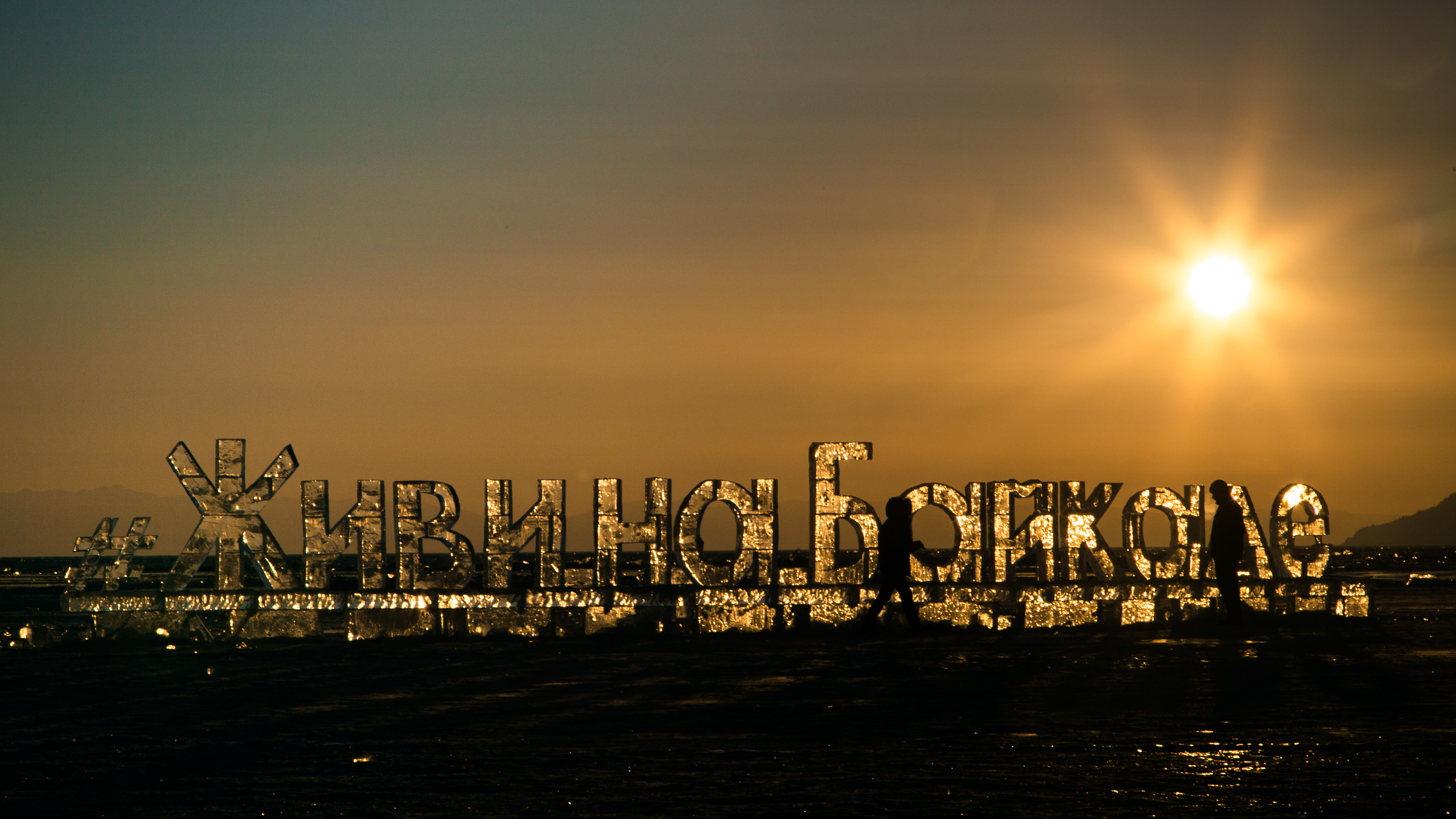
ледяной городок #Живи_на_Байкале

| Показатель                    | Янв. | Фев. | Март | Апр. | Май | Июнь | Июль | Авг. | Сен. | Окт. | Нояб. | Дек. | Год |
| ----------------------------- | ---- | ---- | ---- | ---- | --- | ---- | ---- | ---- | ---- | ---- | ----- | ---- | --- |
| Средний суточный максимум, °C | −11  | −9   | 0    | 6    | 11  | 17   | 21   | 19   | 15   | 8    | −2    | −8   | 6   |
| Средняя температура, °C       | −15  | −14  | −7   | 1    | 7   | 13   | 16   | 15   | 10   | 4    | −5    | −12  | 1   |
| Средний суточный минимум, °C  | −19  | −20  | −13  | −3   | 3   | 8    | 11   | 10   | 6    | 1    | −8    | −16  | −3  |
| Норма осадков, мм             | 14   | 7    | 11   | 16   | 32  | 64   | 94   | 87   | 47   | 22   | 19    | 17   | 430 |
| Температура воды, °C          | 1    | 0    | 0    | 1    | 3   | 6    | 10   | 14   | 10   | 6    | 4     | 2    | 5   |
| Источник: Яндекс-погода       |      |      |      |      |     |      |      |      |      |      |       |      |     |

## Экономика

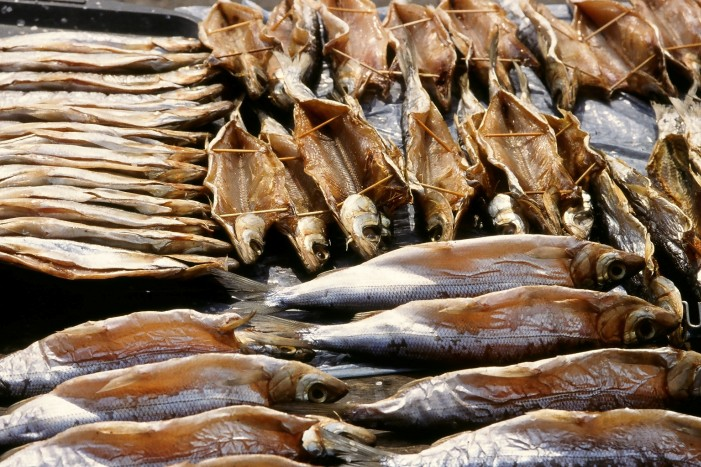
Копчёный омуль на рынке в Листвянке

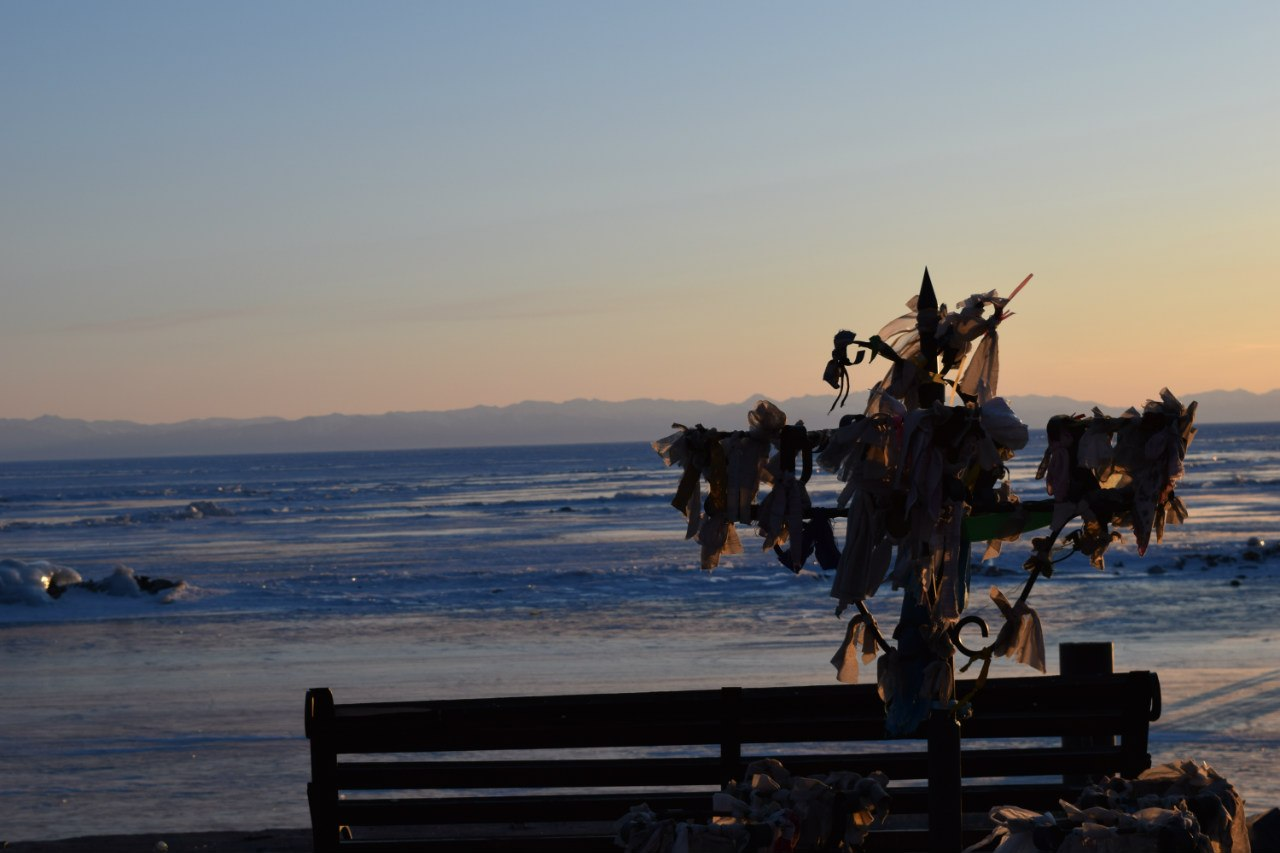
Проявление Бурятских традиций на главной площади Листвянки

Основа экономики посёлка — туризм. Здесь торгуют байкальским омулем и сувенирами. В Листвянке есть отели. Разрабатывается проект «Байкал-Сити».

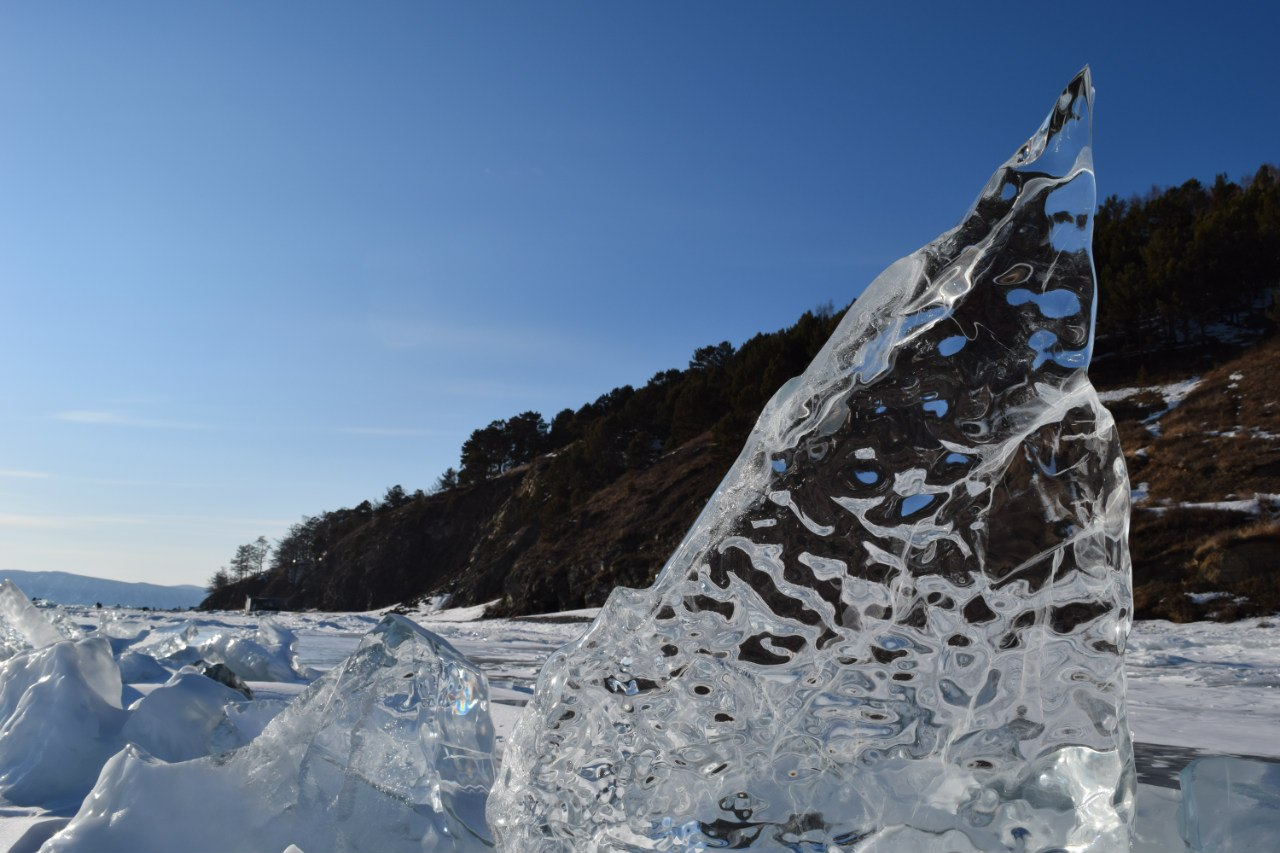
Такой красивый лед можно найти в Листвянке в марте

Судостроительная верфь (бывшие судоремонтные мастерские Байкальской паромной переправы) была самым важным предприятием Листвянки, на ней были построены многие суда байкальского флота, а также собраны построенные в Англии знаменитые паром-ледокол «Байкал» и ледокол «Ангара». Ныне заброшена.
Листвянка славится своей живописной природой. Ради красивых фотографий сюда съезжаются туристы из разных регионов России, а также иностранные туристы из Китая, Монголии, Армении, Грузии, Франции, Германии, США и других стран.
Однако развитие туристического бизнеса создаёт ряд проблем. Местные жители возмущены экспансией китайцев, создающих угрозу, в том числе, загрязнения Байкала неочищенными канализационными стоками — но государство не принимает адекватных мер.

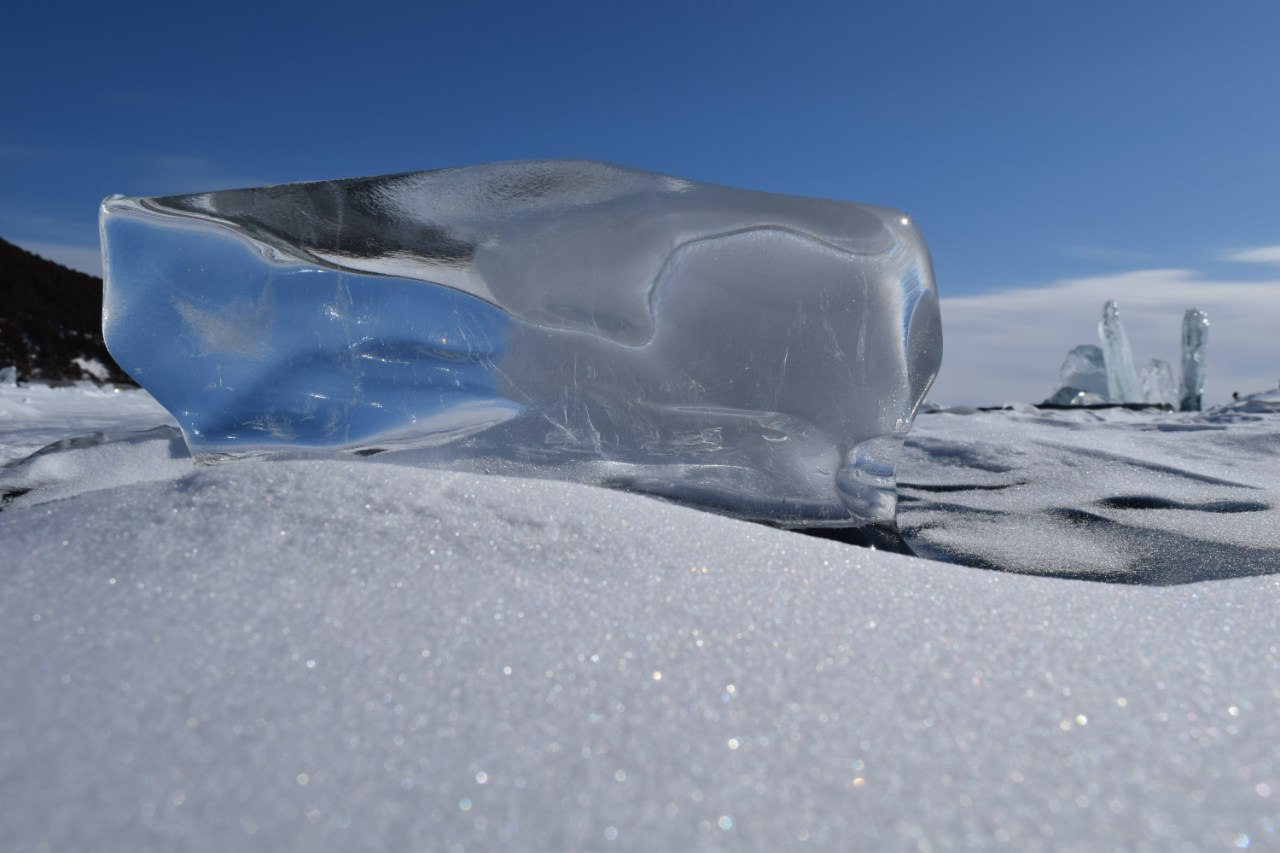
Это не лунный сахар, это лед и снег на берегу Листвянки

## Транспорт
Листвянка связана с Иркутском сухопутным (автобусы и маршрутные такси), а в летнее время и водным сообщением. Расстояние от Иркутска до Листвянки — 64 км, время в пути занимает около 1 часа. Автобусы и маршрутные такси в Иркутске отправляются от автовокзала, а теплоходы — от пристани «Ракета».
Ежедневно от причала Рогатка (в Листвянке) отходят 3-5 паромов в порт Байкал, откуда начинается Кругобайкальская железная дорога (КБЖД).

## Архитектура
Дома в посёлке обращены главным фасадом на Байкал. Для старинных построек характерны дома, рубленные из брёвен, без обшивки наружных стен. В последнее время появляется всё больше домов, обшитых пластиковым сайдингом.

## Происшествия
10 мая 2009 года около Листвянки в результате крушения вертолёта погиб губернатор Иркутской области Игорь Есиповский.

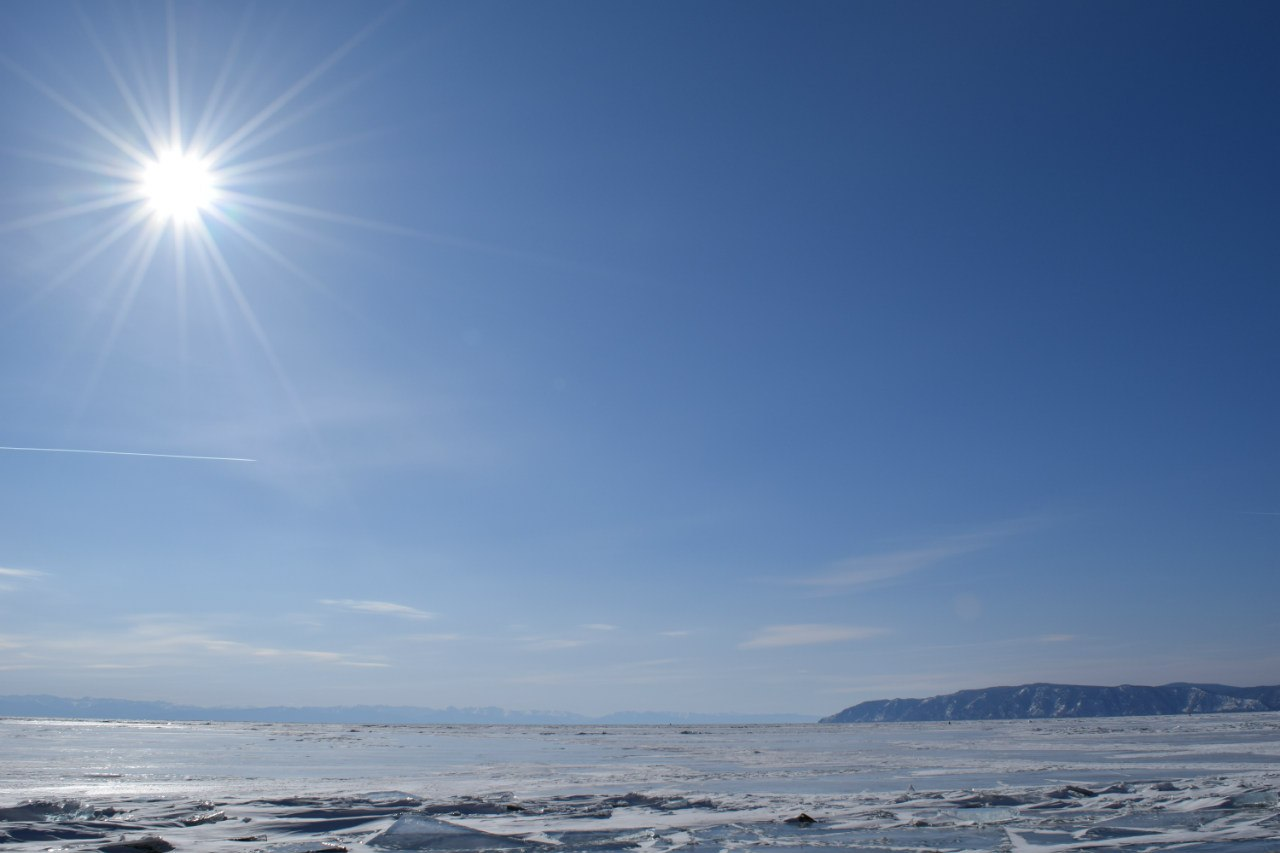
Ледяная пустыня в Листвянке.

## Достопримечательности
В Листвянке находятся:

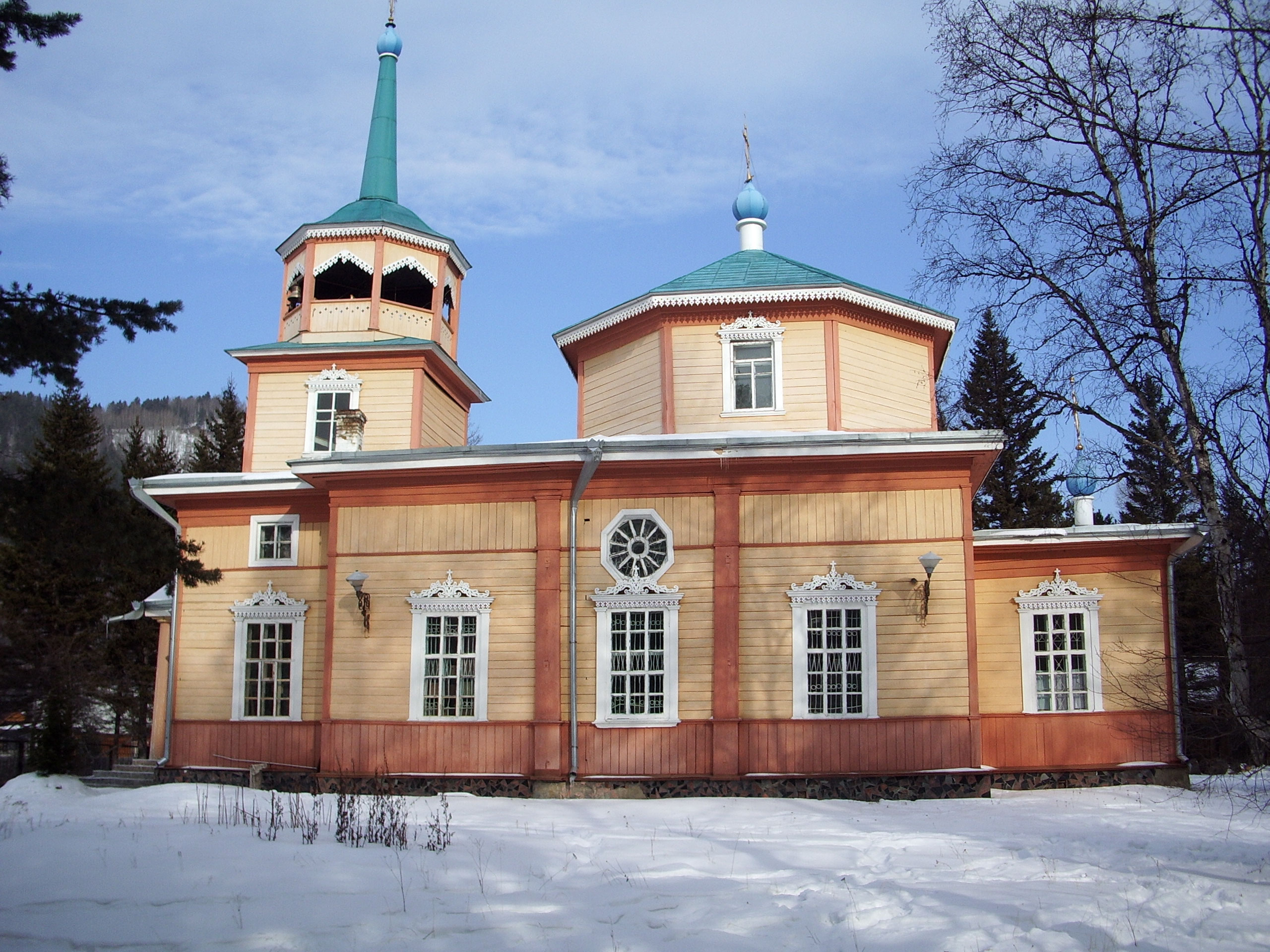
Свято-Никольская церковь в Листвянке

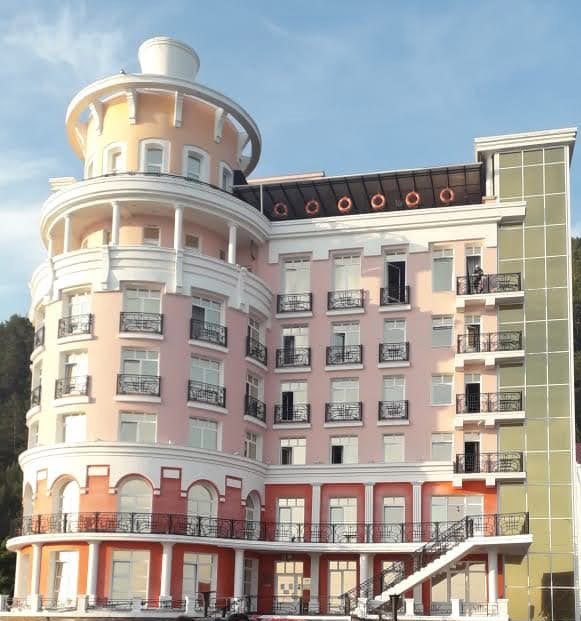
Гостиница Маяк в Листвянке, Иркутская область

- Байкальский музей Иркутского научного центра Сибирского Отделения РАН
- Нерпинарий;
- Байкальская астрофизическая обсерватория;
- Храм святителя Николая;
- Католический приход имени Иоанна Павла II, получивший это имя ещё при жизни Папы;
- Памятник драматургу Александру Вампилову;
- Камень Черского, смотровая площадка[22];
- Шаман-камень;
- Горнолыжный центр «Истлэнд» и смотровая площадка «Камень Черского»;
- На трассе по направлению к Иркутску расположен Иркутский архитектурно-этнографический музей «Тальцы» (20 км);
- Картинная галерея им. Владимира Пламеневского;
- Авторский театр песни на Байкале, Иркутск;
- «Ретро-Парк», картинная галерея, выставка скульптур из металла, коллекция ретро автомобилей. Музей «Ретро-парк»;
- Гостиница «Маяк», выделяется своим внешним видом;
- Каждый год, начиная с 2015, на льду Байкала Общественное движение #Живи на Байкале строит изо льда композицию ледяных скульптур из букв хэштега «#Живи_на_Байкале».

## Известные уроженцы
- Жилкина, Елена Викторовна (1902—1997) — русская советская поэтесса.

## Факты
Посёлок Листвянка упоминается в приключенческом романе Жюля Верна «Михаил Строгов».
А. П. Чехов, побывав в этих местах в июне 1890, в письме родным отмечал: «Берега высокие, крутые, каменистые, лесистые; направо и налево видны мысы, которые вдаются в море вроде Аю-Дага или феодосийского Тохтебеля. Похоже на Крым. Станция Лиственичная расположена у самой воды и поразительно похожа на Ялту; будь дома белые, совсем была бы Ялта. Только на горах нет построек, так как горы слишком отвесны и строиться на них нельзя...».
В июне 1976 года в Листвянке побывал Владимир Высоцкий.

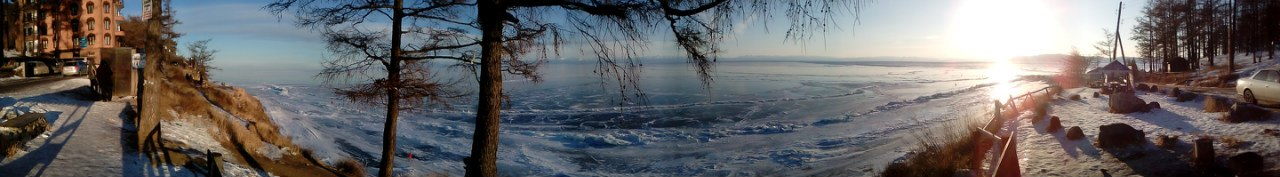
Панорама на севере Листвянки

В 1990 году семилетнюю жительницу Листвянки Риту Селезнёву снял в своём документальном фильме «Рождённые в СССР: Семилетние» режиссёр Сергей Мирошниченко. Форма этого фильма — съёмка двадцати человек каждые семь лет, начиная с семилетнего возраста.
Журнал «Вокруг света» за 1928 год рассказывает: «Экскурсионная база бюро байкаловедения приобрела в селе Лиственичном, на берегу Байкала, в 60 километрах от Иркутска, дом, в котором будет сосредоточена вся экскурсионная работа и работа по изучению Байкала.
База будет обслуживать, кроме экскурсий, всех приезжающих в Иркутск для изучения Байкала научных работников. Будут устроены научные кабинеты, ботанический сад, читальный зал, метеорологическая станция.
Среди местных крестьян создана краеведческая ячейка.»
На кладбище посёлка похоронен выдающийся советский учёный-гидролог, исследователь Байкала, профессор Глеб Юрьевич Верещагин.